# Epipactis schulzei
Epipactis schulzei là một loài thực vật có hoa trong họ Lan. Loài này được P.Fourn. mô tả khoa học đầu tiên năm 1928.